# Calcata
Calcata est une commune italienne de la province de Viterbe dans la région Latium en Italie.

## Administration
| Période                                  | Période | Identité | Étiquette | Qualité |
| ---------------------------------------- | ------- | -------- | --------- | ------- |
|                                          |         |          |           |         |
| Les données manquantes sont à compléter. |         |          |           |         |

### Communes limitrophes
Faleria, Magliano Romano, Mazzano Romano, Rignano Flaminio

## Géographie
Le village est construit au sommet d’un rocher de tuf volcanique, dominant la vallée de la rivière Treja.
Le site faisait partie du territoire des Falisques, peuple contemporain des Romains et des Étrusques, dont on trouve l’acropole à Narce au sud de l'antique Faléries toute proche.
L’église del Santissimo Nome di Gesù est sur la place principale, ainsi que le château de l’Anguillara. L’église date de 1400 ; elle a été restaurée fin 1700. Le château du XIIe siècle abritait autrefois l’école élémentaire, la clinique et la poste. On trouve des graffitis laissés par des soldats Landsknecht dans le palais seigneurial, datant probablement du sac de Rome de 1527.
Le village historique de Calcata, considéré comme insalubre et dangereux suite à des glissements de terrain a été abandonné dans les années 1930. Dans la vallée en contrebas s’est construit le hameau de Calcata Nuevo.
Dans les années 1960-1970, des artistes reconnus se sont installés dans l'ancien village médiéval qui compte maintenant une centaine d’habitants : peintres, sculpteurs, musiciens, artistes de rue.